# J.-Émile Ferron
Pour les articles homonymes, voir Ferron.
J.-Émile Ferron (25 septembre 1896 - 2 mars 1970) est un avocat et homme politique fédéral du Québec.

## Biographie
Né à Saint-Léon dans la région de Maskinongé en Mauricie, J.-Émile Ferron exerça le métier d'avocat avant de devenir député du Parti libéral du Canada dans la circonscription de Berthier—Maskinongé lors des élections de 1935. Réélu en 1940, il ne se représente pas en 1945.
Il est l'oncle de Jacques Ferron.